# P Money
Paris Moore-Williams (n. 8 aprilie 1989, Greater London, Anglia, Regatul Unit), cunoscut sub numele de scenă P Money, este un MC de grime și rapper englez din Londra. A fost unul dintre fondatorii formației OGz din Lewisham. El este cunoscut pentru spectacolele sale live, dar și pentru cântece ca „Slang Like This” sau „Anthemic”.

## Discografie

### Albume de studio
- 2016: Live & Direct

Mixtape-uri
- 2007: Coins 2 Notes
- 2008: P Money Is Power
- 2009: Money Over Everyone
- 2011: Blacks & P (cu Blacks)
- 2013: #MAD
- 2015: Money Over Everyone 2
- 2019: Money Over Everyone 3

Discuri EP
- 2011: I Beat the Tune
- 2012: Dubsteppin
- 2013: Round the Clock
- 2014: Originators
- 2015: I Beat the Tune 2
- 2016: Thank You
- 2017: Snake
- 2017: Snake 2
- 2018: Back 2 Back (cu Little Dee)

Single-uri
- 2012: „Reload” (cu DJ Zinc)
- 2015: „Lamborghini” (cu KSI)
- 2015: „10/10”
- 2019: „Shots” (cu Jubilee)